# Poa curtifolia
Poa curtifolia är en gräsart som beskrevs av Frank Lamson Scribner. Poa curtifolia ingår i släktet gröen, och familjen gräs. Inga underarter finns listade i Catalogue of Life.